# Biskupi Gweru
Biskupi Gweru – biskupi diecezjalni prefektury apostolskiej Fort Victoria, (od 1950) wikariatu apostolskiego, a od 1955 diecezji (Gwelo do 1982) Gweru.

## Biskupi

### Biskupi diecezjalni
| Lata urzędowania | Biskup | Biskup                    | Uwagi |
| ---------------- | ------ | ------------------------- | --- |
| 1947–1977        |        | Aloysius Haene SMB        | prefekt Fort Victoria w latach 1947–1950, następnie wikariusz apostolski Fort Victoria w latach 1950–1955, od 1955 biskup diecezjalny Gwelo |
| 1977–1987        |        | Tobias Wunganayi Chiginya | biskup diecezjalny Gwelo, od 1982 biskup diecezjalny Gweru                                                                                  |
| 1988–2004        |        | Francis Xavier Mugadzi    | |
| 2006–2012        |        | Martin Munyanyi           | |
|                  |        | Michael Dixon Bhasera     | administrator apostolski sede vacante w latach 2012–2013                                                                                    |
| 2013–2017        |        | Xavier Munyongani         | |
|                  |        | Michael Dixon Bhasera     | administrator apostolski sede vacante w latach 2017–2020                                                                                    |
| od 2020          |        | Rudolf Nyandoro           | |